# Fudbalski Klub Proleter Zrenjanin
Fudbalski Klub Proleter Zrenjanin foi um clube de futebol da Sérvia, atualmente o clube é conhecido como FK Banat Zrenjanin, após fusão de FK Budućnost Banatski Dvor e FK Proleter.